# Stazione di Landquart
La stazione di Landquart, che serve il comune omonimo in Svizzera, è capolinea delle linee Landquart-Thusis e Landquart-Davos, entrambe appartenenti alla rete della Ferrovia Retica. È servita anche dalla ferrovia Coira-Rorschach gestita dalle FFS.

## Storia
La stazione entrò in funzione il 1º luglio 1858 al completamento della linea Coira-Rorschach delle FFS. La stazione fu realizzata con una configurazione passante.
Nel 1889 divenne capolinea della linea per Davos, esercitata dalla società Ferrovia Retica e nel 1896 divenne di nuovo capolinea anche per la Landquart-Thusis, sempre dalla stessa società.

## Strutture e impianti

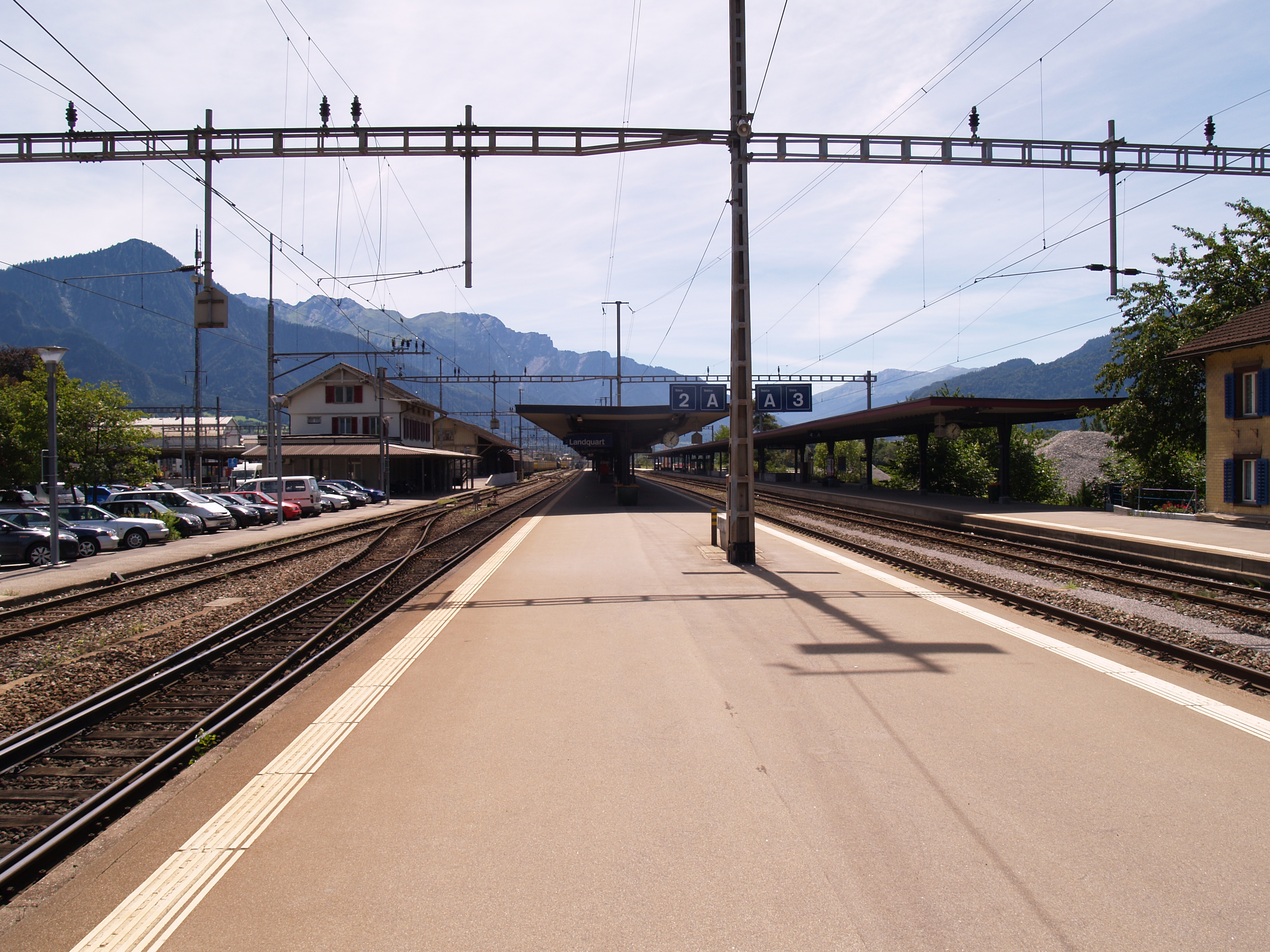
Binari 1-4 serviti da FFS.

La stazione dispone di 6 binari dotati di marciapiede e uniti da un sottopassaggio per il servizio passeggeri. Oltre all'ampio fabbricato viaggiatori, sono presenti 2 banchine ad isola e 2 banchine laterali.
I binari numerati 2, 3, 4 sono serviti dalle FFS, mentre i binari numerati 5, 6, 8 sono serviti da Ferrovia Retica. Sono inoltre presenti diversi binari passanti, alcuni binari tronchi ed una piattaforma girevole.

## Movimento
La stazione è servita da treni a cadenza semioraria della rete celere di Coira (linee S1 e S2) sulla relazione Rhäzüns - Schiers e treni a cadenza oraria per Thusis, inoltre è servita da treni a cadenza oraria sulla linea S12 (relazione Sargans - Coira).
La stazione è servita da treni a cadenza oraria InterRegio (IR 13) sulla relazione Zurigo Centrale - Coira, treni a cadenza oraria InterRegio (IR 35) sulla relazione Berna - Coira e da treni a cadenza semioraria RegioExpress (RE 13 e RE 24) per Davos Platz ed a cadenza oraria per Sankt Moritz e Scuol-Tarasp.
La stazione è servita, infine, da due coppie di treni giornalieri InterCityExpress (ICE 20) sulla relazione di Amburgo-Altona - Coira, e da treni a cadenza oraria sulla relazione InterCity (IC 3) Basilea (FFS) - Zurigo Centrale.

## Servizi
Nella stazione sono presenti:
- Biglietteria a sportello
- Biglietteria automatica
- Sala d'attesa
- Deposito bagagli con personale
- Deposito bagagli automatico
- Ufficio oggetti smarriti
- Servizi igienici
- Ufficio informazioni turistiche
- Bar
- Negozi

Sono inoltre presenti un punto per il cambio di valuta, un punto Western Union, parcheggi di interscambio per automobili e biciclette ed un punto di consegna/rilascio di autoveicoli per il car sharing.

## Interscambi
- Fermata autobus (Landquart, Bahnhof);[9]
- La stazione di Landquart è l'inizio del Prättigauer Höhenweg, un sentiero escursionistico di più giorni che porta a Klosters.[10]